# Gaetano Bedini
Gaetano Bedini (Senigallia, 15 maggio 1806 – Viterbo, 6 settembre 1864) è stato un cardinale e arcivescovo cattolico italiano.
Diplomatico per la Santa Sede, ricoprì cariche di primo piano nel governo dello Stato della Chiesa. Fu protagonista di numerosi incarichi diplomatici, tra cui quello di nunzio apostolico in Brasile, dove si adoperò per il rafforzamento delle relazioni tra la Santa Sede e il governo locale, affrontando delicate questioni ecclesiastiche e politiche. Successivamente, divenne sostituto del Segretario di Stato, svolgendo un ruolo chiave nella gestione degli affari interni ed esteri dello Stato pontificio. 
Fu inoltre commissario pontificio nelle Legazioni e ambasciatore a Bologna, contribuendo alla stabilità politica e alla mediazione tra le autorità locali e il governo centrale della Chiesa. Elevato alla dignità di arcivescovo titolare di Tebe, fu il primo delegato apostolico degli Stati Uniti d'America, incarico di grande responsabilità che segnò l'inizio di un dialogo istituzionale tra il papato e la giovane nazione americana. Successivamente, gli fu assegnata la sede episcopale di Viterbo e Tuscania con il titolo personale di arcivescovo, dove promosse iniziative pastorali e culturali volte al rafforzamento della presenza ecclesiastica nel territorio.
Il suo impegno e la sua dedizione gli valsero la porpora cardinalizia con il titolo di cardinale presbitero di Santa Maria sopra Minerva, confermandolo tra le figure più influenti della Curia romana. Fu autore di numerosi discorsi, molti dei quali furono dati alle stampe. La sua attività, caratterizzata da un forte senso del dovere e da una visione lungimirante, contribuì in modo significativo alla diplomazia pontificia e alla politica ecclesiastica del suo tempo.

## Biografia

### I primi anni
Gaetano Bedini nacque a Senigallia, da famiglia originaria di Ostra, figlio di Alessandro Pellegrino e Marianna Spadoni. Ultimo di sette figli, fu destinato dal padre alla carriera ecclesiastica. Entrò giovanissimo nel seminario di Senigallia e fu ordinato presbitero il 20 dicembre 1828 dal cardinale Fabrizio Sceberras Testaferrata. Trascorse i suoi primi anni da sacerdote come canonico del capitolo della cattedrale di Senigallia e nel 1836 su laureò in utroque iure presso l'Università La Sapienza di Roma.
Grazie a influenti amicizie, tra cui quella del concittadino Giovanni Maria Mastai Ferretti, futuro papa con il nome di Pio IX, si dedicò all'attività politica. Nel 1837 fu destinato da papa Gregorio XVI al ruolo di uditore presso la nunziatura apostolica di Vienna, retta all'epoca da Lodovico Altieri, arcivescovo di Efeso e nunzio in Austria. Restò nella capitale austriaca fino all'aprile 1845, quando Altieri rientrò in patria italiana per essere creato cardinale. Dopo questa esperienza, che gli diede modo di conoscere l'ambiente diplomatico, fu richiamato a Roma e messo a disposizione della Santa Sede come prelato domestico di Sua Santità e protonotario apostolico.

### La nunziatura apostolica in Brasile
Il 28 ottobre 1845 ricevette il primo incarico diplomatico, divenendo internunzio e inviato straordinario della Santa Sede in Brasile; prese possesso della carica nel gennaio del 1846. In Brasile prestò particolare attenzione alle sorti dei fedeli cattolici immigrati tedeschi, occupandosi delle loro disagiate condizioni economiche aggravate dal comportamento poco scrupoloso dei datori di lavoro. Tale opera fu molto apprezzata ed ebbe un'eco vastissima, tanto da indurre la Camera dei deputati di Rio de Janeiro a intervenire per migliorare le condizioni di vita degli immigrati e della colonia tedesca.
Bedini si impegnò molto anche nel favorire una ripresa del cattolicesimo per contrastare la diffusione del protestantesimo in atto nel continente. Terminò la missione in Brasile il 16 agosto 1847, tornando a Roma e mettendosi a disposizione della Santa Sede.

### I contatti con Garibaldi
Nel 1847 Giuseppe Garibaldi - in quel periodo in America meridionale - contattò Bedini da Montevideo, dove si trovava, attraverso diverse lettere, per cercare un abboccamento con papa Pio IX. In una famosa lettera al Cardinale Garibaldi scrisse:
(Giuseppe Garibaldi)

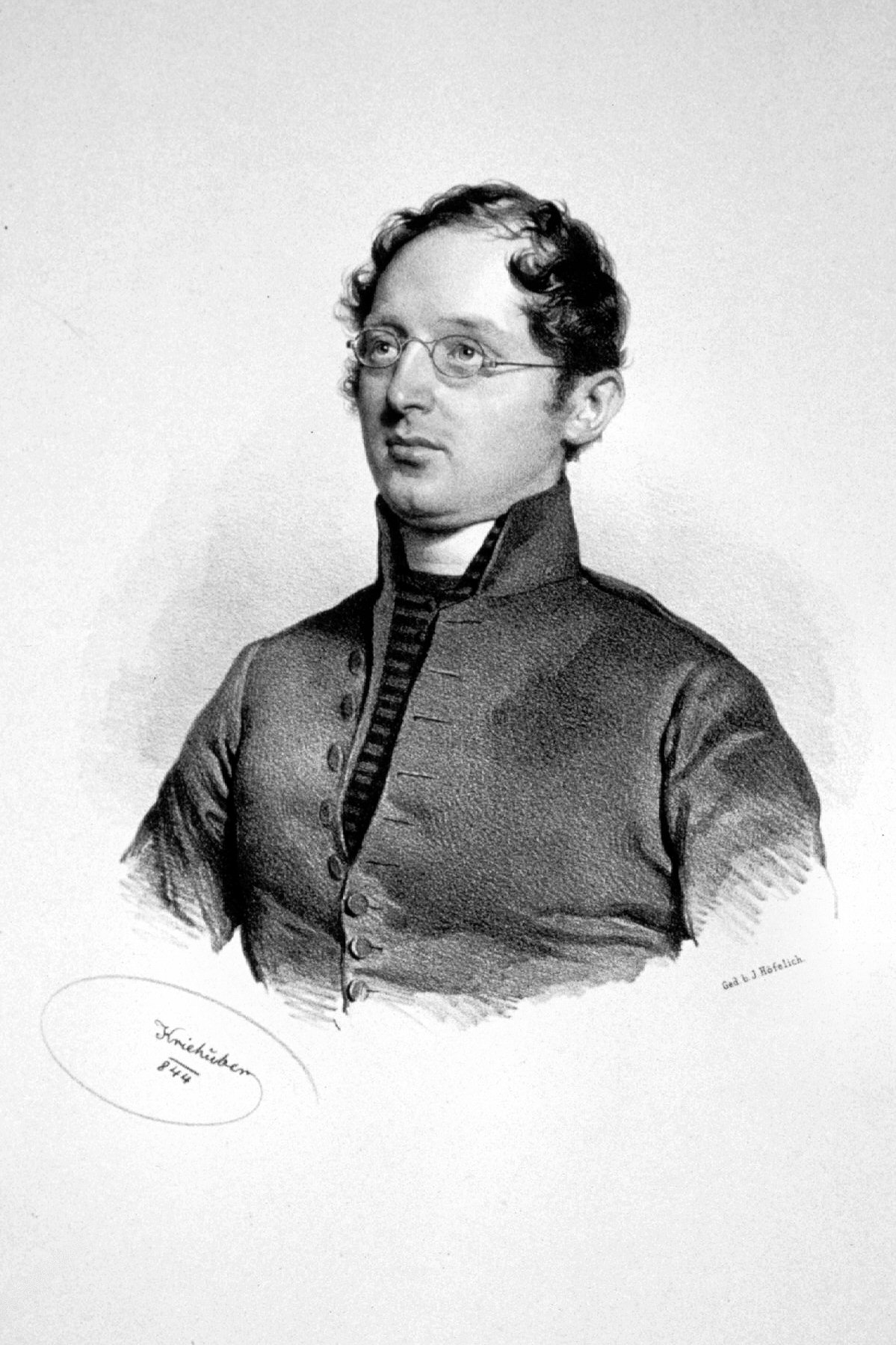
Il Cardinal Bedini da giovane

Ricevendo le missive di Garibaldi destinate a Pio IX, Bedini non diede risposte precise e volle circondare di silenzio l'iniziativa. Si deduce che egli volesse porre a tacere la questione e una conferma di ciò arriva dal testo della lettera con cui incaricava il console pontificio a Montevideo di chiedere a Garibaldi di non divulgare pubblicamente lo scambio di missive.. Monsignor Bedini provvide a trasmettere l'offerta di Garibaldi direttamente al Papa che però gli fece rifiutare la proposta pur con molti ringraziamenti.

### La Repubblica Romana
Tornato a Roma dopo oltre due anni di assenza, trovò molte novità: un anno prima era stato eletto Papa col nome di Pio IX il suo amico e concittadino senigalliese Giovanni Maria Mastai Ferretti. Quest'ultimo, il 5 marzo 1848, nominò Bedini sostituto del Segretario di Stato cardinale Giacomo Antonelli, nomina che come constatato da de Liedekerke, ambasciatore olandese presso la Santa Sede, fu molto gradita a tutto il corpo diplomatico, che ne apprezzava le capacità.
Bedini mantenne tale carica fino al novembre 1848, seguendo Pio IX quando fuggì nottetempo a Gaeta dopo l'assassinio di Pellegrino Rossi e l'assalto armato al Palazzo del Quirinale. I rappresentanti del parlamento costituzionale romano insediati dallo stesso Pio IX tentarono più volte di richiamare il Papa a Roma ma lui si rifiutò. Pertanto furono costretti a indire le elezioni che ai primi del 1849 si tennero teoricamente a suffragio universale ma non in un clima pacifico ed elessero un'Assemblea Costituente che il 9 febbraio proclamò la Repubblica Romana. A capo fu eletto il famoso triumvirato, composto da Giuseppe Mazzini, Aurelio Saffi e Carlo Armellini.  Nel frattempo il Papa aveva richiesto l'intervento armato alle potenze straniere per essere restaurato nel potere temporale, così Roma fu attaccata dall'esercito francese che pose Roma sotto assedio: il primo attacco francese del 30 aprile fu respinto grazie anche all'aiuto di Garibaldi, tornato in Italia pochi mesi prima. Seguì una tregua, ma i francesi il 3 giugno ripresero i combattimenti attaccando il Gianicolo e l'intera città con intensi bombardamenti, e il 3 luglio 1849 riuscirono a riconquistare la città permettendo al papa di reinsediarsi in San Pietro, cosa che Pio IX fece solo l'anno successivo.

### La Legazione delle Romagne e la morte di Ugo Bassi
Ristabilito il potere temporale del Papa, Bedini fu nominato Commissario Straordinario Pontificio per le quattro Legazioni Pontificie di Bologna, Ferrara, Forlì e Ravenna nel 1849 e Pro Legato nella neo istituita Legazione delle Romagne nel 1850. Proprio all'inizio di quel periodo Ugo Bassi, predicatore Barnabita, venne catturato a Comacchio e trasferito a Bologna la sera del 7 agosto 1849; venne fucilato in gran fretta l'8 agosto 1849 dagli austriaci.
Molti patrioti rimproverarono a Bedini di non aver fatto qualcosa per salvarlo, sebbene molti storici affermano che, data la rapidità con la quale gli austriaci catturarono e fucilarono Bassi, questo avvenne all'insaputa di Pio IX e dello stesso Cardinale.
Qualcuno ha scritto che Bedini sapesse di quanto accaduto e tentò invano di salvare la vita di Ugo Bassi.
Altri storici invece asseriscono che Bedini, anche se avesse saputo come uomo di curia, non aveva possibilità di contrastare gli austriaci durante l'occupazione di Bologna. Anni dopo, infatti, il ministro del regno di Sardegna Marco Minghetti scrisse a Giuseppe Pasolini dall'Onda che a nulla sarebbe valso l'intervento di Bedini presso il generale Gorzkowski poiché il legato pontificio contava "come uno stivale".
Bedini comunque si stancò presto dell'invadenza austriaca e, all'inizio timidamente e poi con maggior foga, manifestò la sua disapprovazione per l'operato delle forze d'occupazione. La Santa Sede preferì sollevarlo dall'incarico nel 1852.
Durante la sua permanenza a Bologna, comunque, si occupò anche del restauro di Palazzo d'Accursio, con il rifacimento della Sala Urbana e la costruzione dell'Aula Piana. Adottò provvedimenti per dare lavoro ai disoccupati, favorì il commercio con la costruzione di nuove strade, promosse l'agricoltura e restaurò altri importanti monumenti artistici come villa San Michele in Bosco.

### La nunziatura apostolica negli Stati Uniti

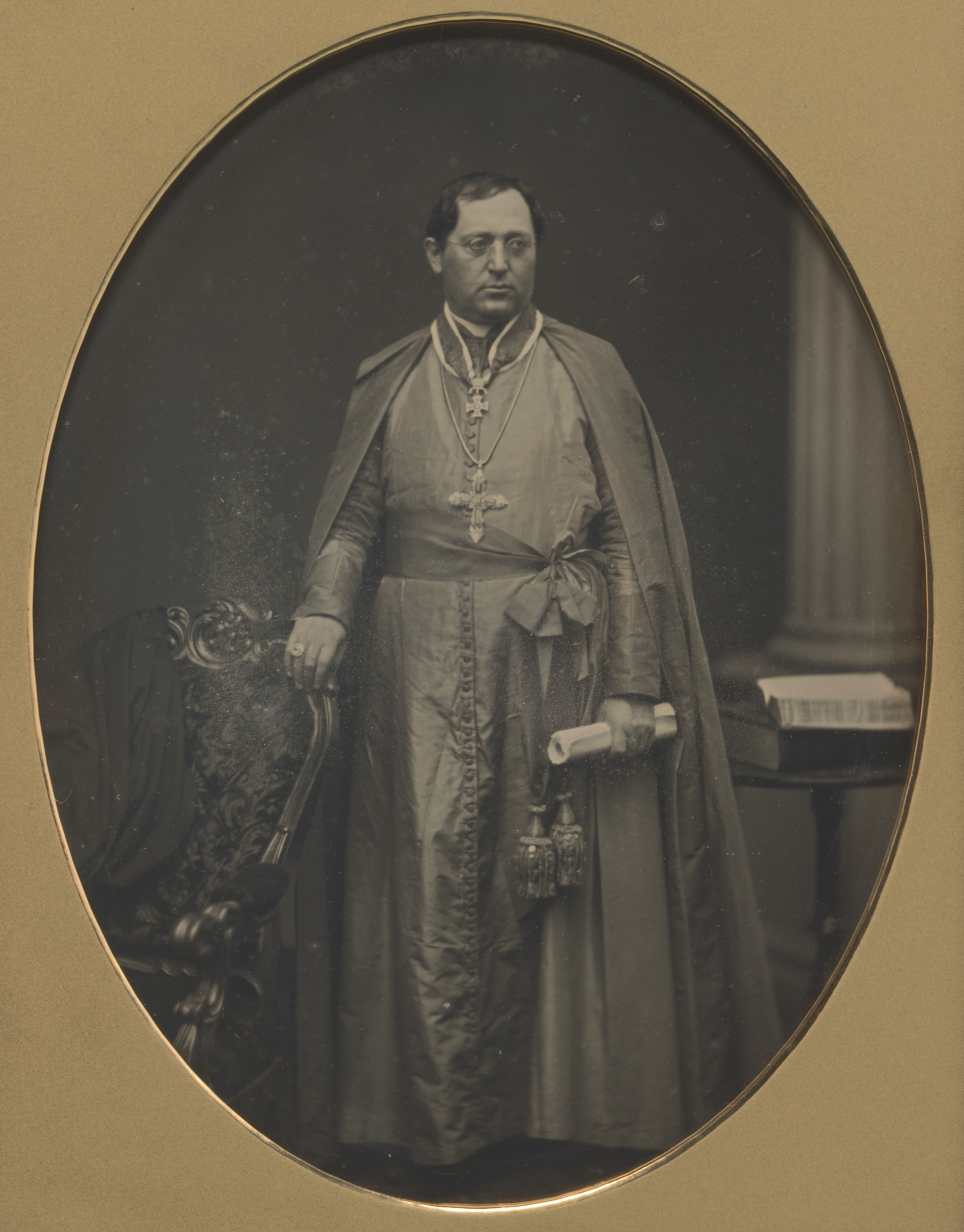
Dagherrotipo del Cardinal Bedini negli USA nel 1853 (National Portrait Gallery, Smithsonian Institution, USA).

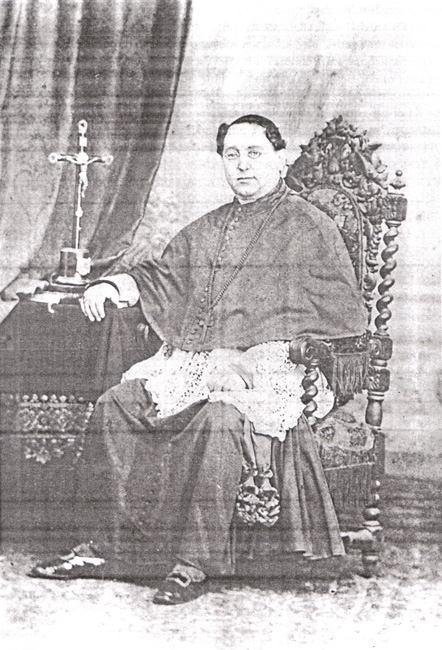
Fotografia di Bedini scattata nel 1861 in occasione della sua nomina a cardinale.

La sua carriera ecclesiastica giunse a una svolta il 15 marzo 1852, quando fu eletto arcivescovo titolare di Tebe, e tre giorni dopo fu nominato nunzio apostolico in Brasile. Dopo aver ricevuto dal cardinal Lodovico Altieri l'ordinazione arcivescovile, il 4 luglio 1852 Bedini era pronto per la partenza per il Sudamerica, quando seppe di non poter ritornare in Brasile a causa di un'epidemia di peste.
Fu nominato allora primo delegato apostolico degli Stati Uniti d'America. Giunse a New York il 30 giugno 1853, dove fu contrastato delle correnti cristiane protestanti anti-cattoliche, e degli attentati da queste organizzati ma tutti sventati dalla polizia statunitense. Inoltre in molte tappe del viaggio di Bedini negli Stati Uniti, alcuni patrioti italiani e in particolare l'ex sacerdote Alessandro Gavazzi organizzarono manifestazioni di piazza contro il prelato, rimproverandogli la morte di Ugo Bassi. Catturati dopo gli scontri di Cincinnati, i manifestanti italiani vennero espulsi per direttissima dall'autorità, e il Cardinal Bedini poté continuare la sua visita.
Nel suo viaggio Bedini ebbe modo di incontrare il Presidente degli Stati Uniti Franklin Pierce e il Segretario di Stato statunitense William L. Marcy, ai quali consegnò una lettera del Papa. Ordinò inoltre alcuni nuovi vescovi tra cui James Roosevelt Bayley, arcivescovo dell'Arcidiocesi di Newark, John Loughlin, vescovo della diocesi di Brooklyn e Louis Joseph Mary Theodore De Goesbriand, vescovo della diocesi di Burlington.
Terminato il viaggio statunitense - in cui aveva toccato molte città, tra cui New York, Pittsburgh, Louisville, Baltimora e Filadelfia - nel gennaio 1854 si imbarcò da New Orleans per tornare a Roma.

### Il lavoro in Curia
Al suo ritorno in Italia, Bedini lavorò sempre più intensamente nella Curia romana. Tale mole di lavoro sfociò il 20 giugno 1856 nella nomina a segretario generale della Sacra Congregazione per la Propaganda della Fede. Seguì inoltre alcuni progetti come la costituzione a Roma del North American College che con il suo aiuto il 22 settembre 1858 aveva comprato un edificio in Via dell'Umiltà. Dopo aver risolto i problemi di natura burocratica, l'8 dicembre 1859 celebrò la messa di inaugurazione dell'istituto.

### Cardinale e vescovo di Viterbo

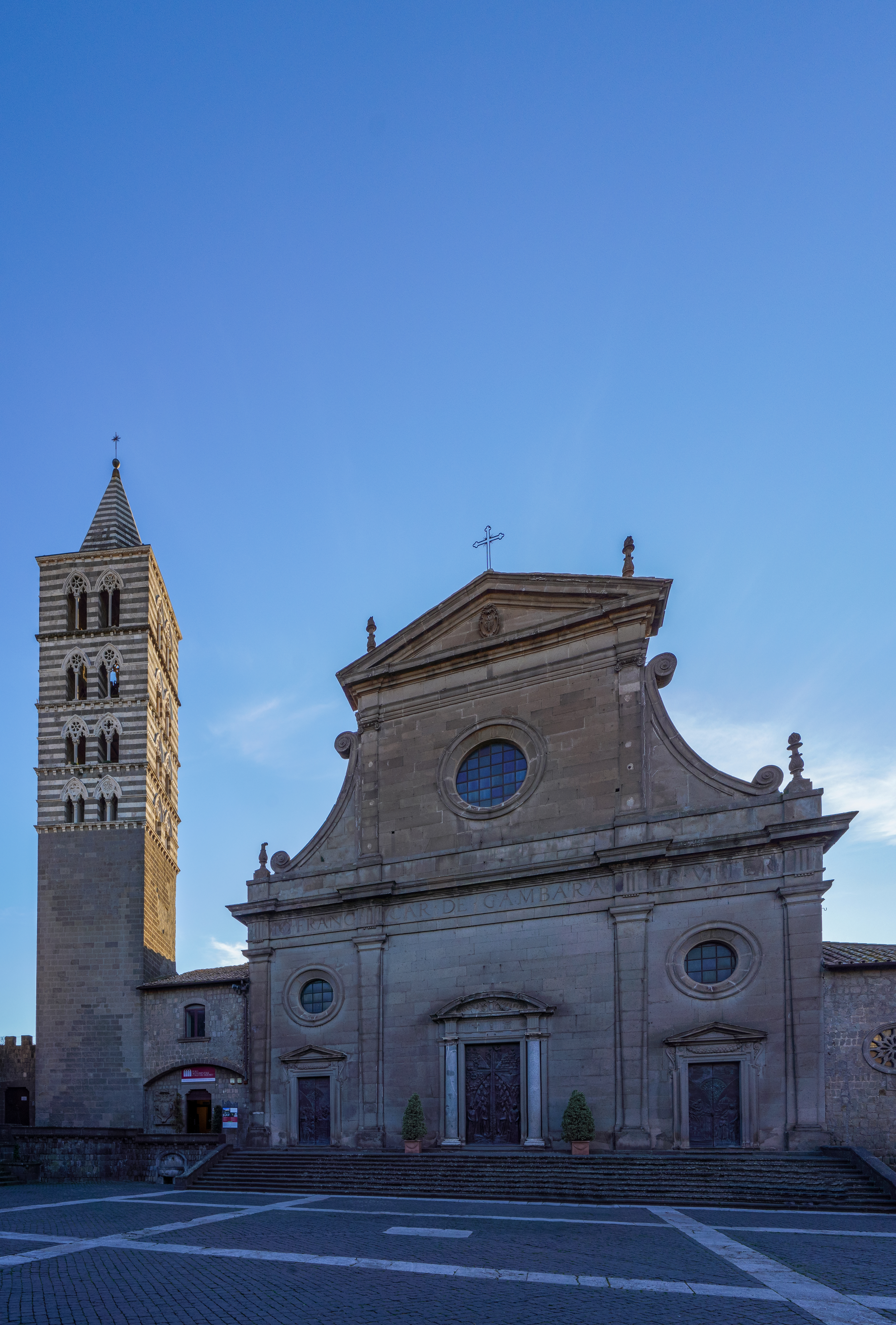
La cattedrale di Viterbo

A compimento degli ormai numerosi anni di servizio presso la Santa Sede, il 18 marzo 1861 Bedini venne nominato vescovo di Viterbo e Tuscanella (oggi Tuscania). L'8 maggio 1861 entrò in città da Porta Romana con cerimonia solenne, incontrato dalla comunità e dal clero, e si recò in cattedrale attraverso le vie illuminate per l'occasione.
Bedini aprì la visita pastorale recandosi nei vari paesi della diocesi e occupandosi dei luoghi sacri, in particolare dei monasteri, ai quali donò tanto denaro da lasciare considerevoli debiti alla sua morte.
In particolare si dedicò al seminario diocesano chiamando da Bagnoregio il professor Pietro Artemi per la scuola di retorica, curando la pulizia dei locali e ingrandendo il fabbricato con l'acquisto del palazzo Cristofari.
Dopo pochi mesi, nel concistoro del 27 settembre 1861, papa Pio IX creò Bedini cardinale dell'ordine dei presbiteri, con il titolo di Santa Maria sopra Minerva.

### La morte
Bedini morì la mattina del 6 settembre 1864 a 58 anni, probabilmente per un ictus. Poiché era il periodo della festa di Santa Rosa, le numerose iniziative di primo piano in città, come la tombola di Santa Rosa e i fuochi artificiali, furono rimandati e fu chiuso il teatro in segno di lutto.
I suoi funerali si svolsero l'8 settembre con la cattedrale gremita di fedeli accorsi da tutta la diocesi. L'orazione funebre, tenuta dal professore di retorica del seminario vescovile Pietro Artemi, fu considerata di così alto valore che in seguito se ne stamparono numerose copie perché fosse presa ad esempio nel suo genere.
Bedini è tuttora sepolto nella cattedrale di Viterbo, in un monumento in marmo accanto a santi, beati e vescovi.
Il Cardinale lascio in eredità il legato Bedini, stato fondato per la messa ultima festiva nella Cattedrale di Senigallia e consisteva in un fondo rustico di 600 scudi.

## La Chiesa Bedini a Senigallia

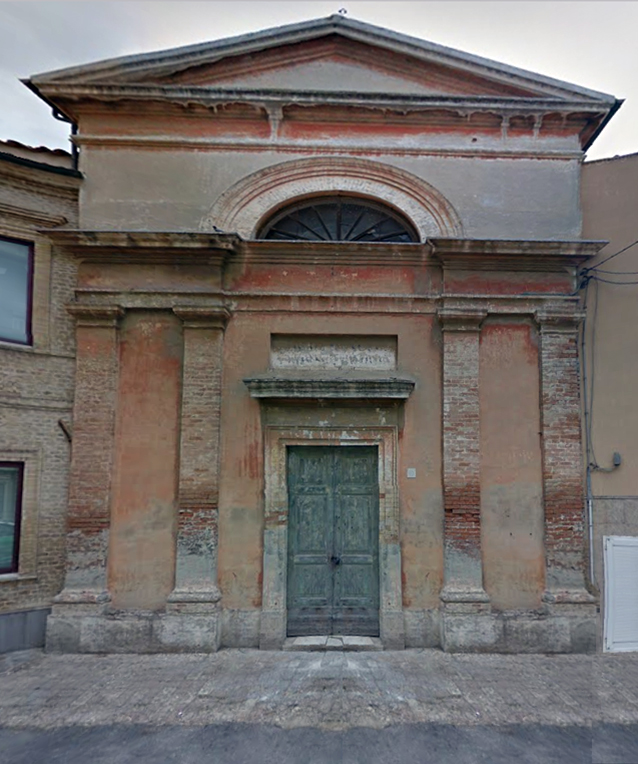
Esterno della Chiesa Bedini

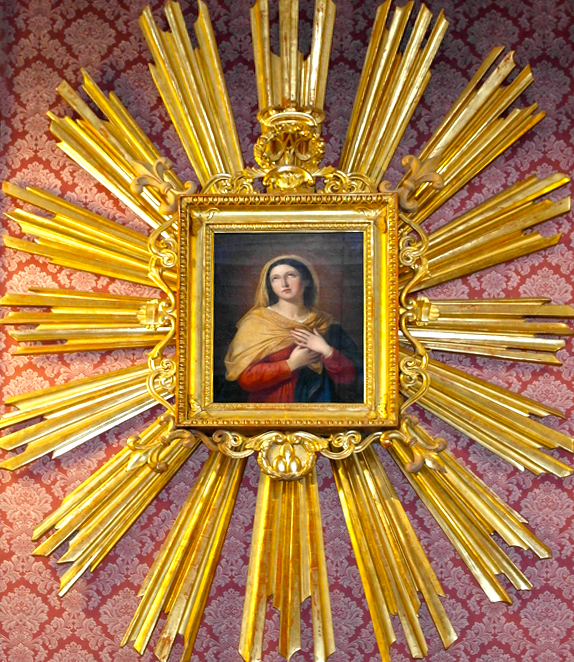
Raggiera Bedini oggi conservata presso la Parrocchia di Santa Maria del Ponte a Senigallia

I lavori di costruzione iniziarono negli anni Cinquanta del XIX secolo insieme al palazzo alla cappella collegato, quando la famiglia Bedini fu aggregata al patriziato di Senigallia in seguito alla nomina ad Arcivescovo di Tebe di Gaetano Bedini nel 1847.
La costruzione avvenne fuori dalla Porta Lambertina, un territorio fuori le mura dell'antica città, che proprio in quegli anni si stava sviluppando.
I lavori di costruzione terminarono nel 1858 anno in cui fu consacrata alla presenza del Cardinal Domenico Lucciardi, Vescovo di Senigallia, e dello stesso Cardinal Gaetano Bedini.
In quel tempo si trovava nella parrocchia di Santa Maria della Pace mentre dal 1930 si trova sotto la giurisdizione della parrocchia di Santa Maria del Ponte al Porto.
In questa chiesa si venerava l'immagine della Madonna della Misericordia, benedetta da Pio IX, che le ha concesso l'indulgenza plenaria il giorno della sua festa la terza domenica di ottobre.

## La Chiesa di Roncitelli
Presso la chiesa di Roncitelli (frazione di Senigallia) Bedini fece fare un'altra copia dell'immagine della Madonna della Misericordia e la festa fu stabilita per la seconda domenica di ottobre. Nella Cappella Bedini si trova l'iscrizione:

## Il Palazzo d'Accursio a Bologna

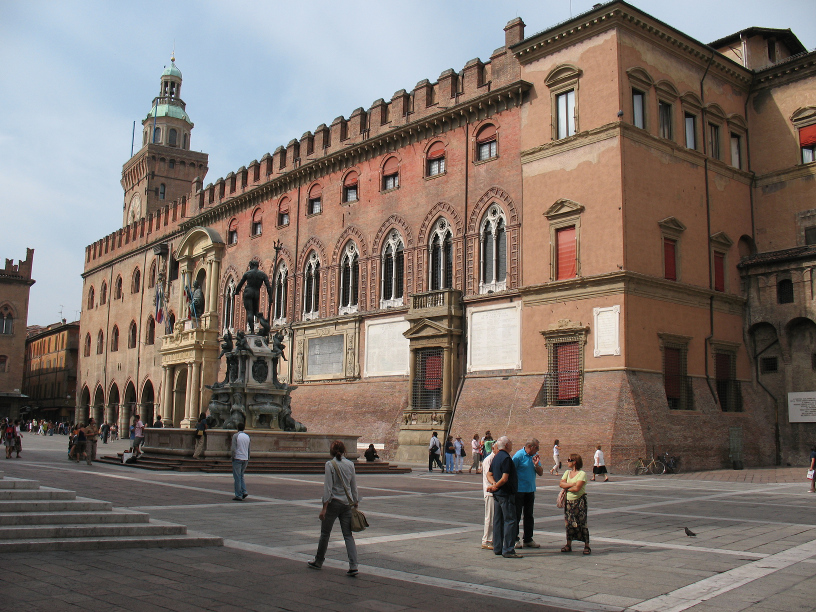
Il Palazzo d'Accursio a Bologna

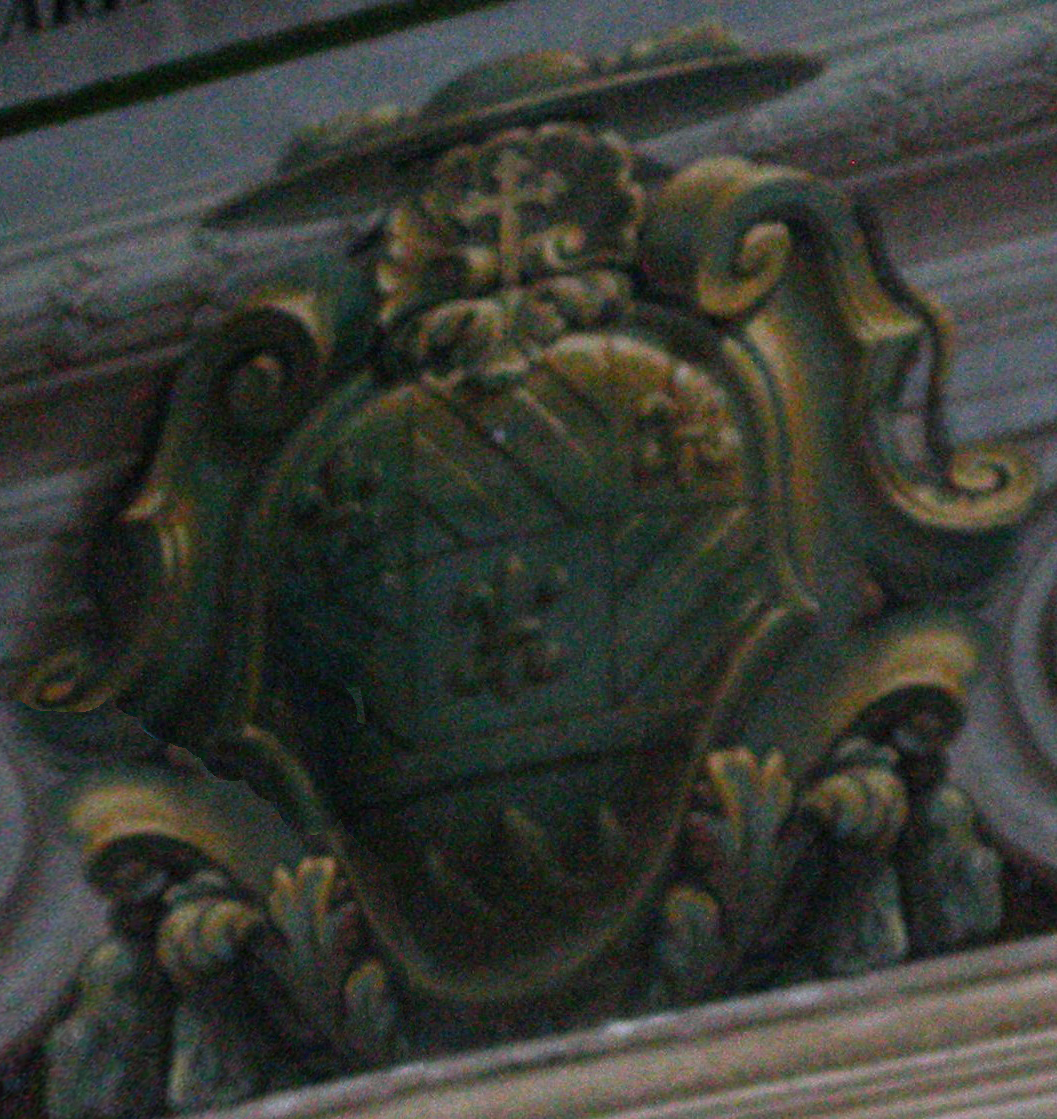
Stemma Bedini nella Sala Urbana di Bologna

A Bologna rimangono invece due testimonianze importanti all'interno del Palazzo comunale:
- Nella Sala Urbana si può ancora leggere:

- Nell'Aula Piana si può leggere invece ciò che il cardinale fece scrivere con caratteri in oro, con riferimento ai bolognesi:

## La Cattedrale e il Palazzo Vescovile di Viterbo

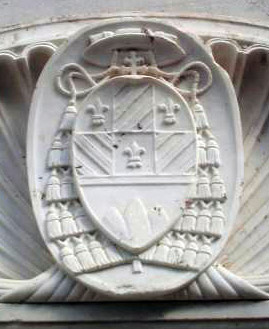
Stemma sulla tomba del Cardinal Bedini nella Cattedrale di Viterbo.

Anche a Viterbo rimangono lasciti del Cardinale arrivati sino ai nostri giorni:
- La tomba, realizzata in pregevole marmo, che si trovava nella navata destra della Cattedrale; una bomba la distrusse nel 1944 ma fu ricostruita nel dopoguerra.
- I reliquiari d'argento a foggia di testa fatti forgiare da Bedini in onore dei martiri Valentino ed Ilario. Le reliquie dei loro crani, prima conservate in un antico reliquiario, il 26 gennaio 1862 vennero collocate dentro queste urne ricche di pietre preziose insieme alla croce pettorale vescovile, munita di sette gemme.
- Nel Palazzo Vescovile di Viterbo sono invece conservati pregevoli stemmi del Cardinale.

## Genealogia episcopale e successione apostolica
La genealogia episcopale è:
- Cardinale Scipione Rebiba
- Cardinale Giulio Antonio Santori
- Cardinale Girolamo Bernerio, O.P.
- Arcivescovo Galeazzo Sanvitale
- Cardinale Ludovico Ludovisi
- Cardinale Luigi Caetani
- Cardinale Ulderico Carpegna
- Cardinale Paluzzo Paluzzi Altieri degli Albertoni
- Papa Benedetto XIII
- Papa Benedetto XIV
- Papa Benedetto XIV
- Cardinale Giovanni Carlo Boschi
- Cardinale Bartolomeo Pacca
- Papa Gregorio XVI
- Cardinale Lodovico Altieri
- Cardinale Gaetano Bedini

La successione apostolica è:
- Arcivescovo James Roosevelt Bayley (1853)
- Vescovo John Loughlin (1853)
- Vescovo Louis Joseph Mary Theodore De Goesbriand (1853)

## Pubblicazioni di Bedini
- Nel di sesto d'aprile del 1836 che rimena auspicatissimo il diciottesimo anniversario della elezione a cardinale e vescovo di Senigallia dell'eminentissimo principe Fabrizio Sceberas Testaferrata - Tip. Salviucci - Senigallia - 1836
- Segno di amicizia nelle nozze Cacciari-Bruschettini nel settembre 1836 - Tip. Nobiliani - Senigallia - 1836
- Orazione sulla passione di Gesù Cristo letta agli ecclesiastici dell'accademia liturgica in Roma nella chiesa dei signori della missione il mercoledì di Passione 1856 - Tip. Salviucci - Senigallia - 1856;
- Quando nel di 1 d'aprile 1860 sacro agli osanna pel figlio di David solennizzavasi dagli accademici tiberini in Roma la dolorosa memoria della passione del Nazzareno Signore - Roma - 1860;
- Sermone predicato nella chiesa di S. Carlo il giorno 16 giugno 1860 in occasione di solenne triduo per le pubbliche vicende alla b. Vergine sotto il titolo Auxilium christianorum - Stab. tipografico Aureli e c. - Roma - 1860;
- Agli alunni del Pontificio Collegio Urbano in propaganda: parole dette da Monsig. Gaetano Bedini nella solenne messa pontificale per l'Epifania del 1861 - Tipi della Sacra Congregazione de Propaganda Fide - Roma - 1861;
- Omelia per la solennità del S. Natale detta nella chiesa Cattedrale di Viterbo nel giorno 25 dicembre 1862 - Tipografia Sperandio Pompei- 1862;
- Omelia per la solennità della Pasqua detta nella chiesa cattedrale di Toscanella nel giono 5 aprile 1863 - Tipografia Sperandio Pompei - Viterbo - 1863;
- Omelia detta nella solenne messa pontificale per la festività di Santa Rosa li 4. settembre 1863 nella chiesa sacra alla medesima - Tipografia Sperandio Pompei - Viterbo - 1863;
- Omelia recitata nella cattedrale di Viterbo nella solenne messa Pontificale del dì di Natale del Signore nell'anno 1863 - Tipografia Sperandio Pompei - Viterbo - 1863;